# Variantes de l'expérience de Milgram
Pour un article plus général, voir Expérience de Milgram.
Plusieurs variantes de l'expérience de Milgram ont été réalisées, permettant ainsi, en modifiant la situation, de définir les véritables éléments poussant une personne à obéir à une autorité qu'elle respecte et à maintenir cette obéissance.

## Proximité de l'élève
Plusieurs variantes ont été réalisées en modifiant la distance entre le sujet et l'élève :
Feedback à distance
Le sujet et l'élève sont placés dans des pièces distinctes. L'expérimentateur se trouve avec le sujet et lui donne les ordres en cas de doute de ce dernier. Le sujet ne voit et n'entend pas l'élève et les réponses de ce dernier sont fournies à travers un tableau de contrôle. Cependant, à 300 V l'élève tambourine sur le mur et à 315 V il ne donne plus de réponse.
Feedback vocal
La différence de cette variante avec celle du feedback[Quoi ?] à distance est que le sujet peut entendre les réponses et protestations de l'élève.
Proximité
Les trois protagonistes sont dans la même pièce et le sujet est à quelques dizaines de centimètres de l'élève.
Contact
Cette variante est identique à celle de la proximité ; la différence est qu'à 150 V, l'élève relève sa main de manière à ne pas être en contact avec la plaque donnant les décharges électriques. L'expérimentateur demande alors au sujet de maintenir de force la main de l'élève en contact avec la plaque.
|                          | Feedback à distance | Feedback vocal | Proximité | Contact |
| ------------------------ | ------------------- | -------------- | --------- | ------- |
| Nombre de sujets         | 40                  | 40             | 40        | 40      |
| Choc maximal moyen       | 405 V               | 367,95 V       | 312 V     | 268,2 V |
| Pourcentage d'obéissance | 65 %                | 62,5 %         | 40 %      | 30 %    |

Les résultats montrent que plus l'apprenant est loin du sujet, plus l'obéissance est importante. Ce dernier se sent moins concerné s'il est éloigné de l'élève, car il n'est pas en contact direct avec les conséquences de ses actes.

## Importance de l'autorité
Trois variantes sont mises en place en vue de modifier l'importance de l'autorité au regard du sujet :
Nouvel environnement
Cette variante se déroule toujours dans les locaux de l'Université, mais dans un laboratoire plus modeste que le précédent, où des conduites de chauffage sont visibles au plafond. Les conditions sont les mêmes que pour le feedback vocal, à l'exception de l'ajout de la mention au cours de la conversation initiale entre les trois protagonistes que l'élève souffre d'un problème au cœur, mais sans gravité.
Changement de personnel
La variante changement de personnel doit permettre de définir si l'aspect de l'autorité et de l'élève a une importance. Deux versions de cette variante sont réalisées. L'une avec un expérimentateur sec auquel on ne veut pas vraiment plaire et un élève anodin et débonnaire, assez innocent dans son aspect. La seconde variante est totalement l'inverse.
Absence de l'expérimentateur
Dans cette variante, au cours de l'expérience l'expérimentateur reçoit un appel téléphonique et doit bien malgré lui quitter la pièce où se trouve le sujet. Mais, il lui indique que l'expérience doit continuer et lui laisse son numéro de téléphone en cas de questions ou de problèmes.
Immeuble de bureaux à Bridgeport
Cette fois-ci l'autorité n'est pas représentée par un professeur d'université, l'expérience n'a même à première vue aucun lien avec une quelconque Université et semble organisée par le Comité de recherche de Bridgeport, une entreprise factice créée pour l'occasion.
|                          | Nouvel environnement | Changement de personnel | Absence de l'expérimentateur | Immeuble de bureaux à Bridgeport |
| ------------------------ | -------------------- | ----------------------- | ---------------------------- | -------------------------------- |
| Nombre de sujets         | 40                   | 40                      | 40                           | 40                               |
| Choc maximal moyen       | 368,25 V             | 333 V                   | 272,25 V                     | 314,25 V                         |
| Pourcentage d'obéissance | 65 %                 | 50 %                    | 20,5 %                       | 47,5 %                           |

Quelle que soit l'importance de l'autorité, le niveau d'obéissance reste généralement élevé. Seule la variante en l'absence de l'expérimentateur fait véritablement chuter le taux d'obéissance et le niveau moyen des décharges administrées. En outre, certains sujets mentent à l'expérimentateur au téléphone, en administrant des décharges plus faibles qu'ils ne devraient. Ainsi, ils préfèrent fausser l'expérience plutôt que de désobéir de manière plus flagrante en annonçant à l'expérimentateur qu'ils refusent de continuer.

## Sujets féminins
Une seule expérience a été menée en choisissant des femmes pour sujets.
|                          | Sujets féminins |
| ------------------------ | --------------- |
| Nombre de sujets         | 40              |
| Choc maximal moyen       | 370,95 V        |
| Pourcentage d'obéissance | 65 %            |

Elle a produit des résultats identiques mais avec une expressivité plus forte. On remarquera qu'en 1972 une expérience similaire (application de réelles décharges électriques à des chiens) conduite par Charles Sheridan et Richard G. King obtint un taux d'obéissance complet chez toutes les femmes.

## Rôle du groupe
Jusque-là, le sujet est seul face à l'expérimentateur. Ce dernier a donc beaucoup de pouvoir sur le sujet. Le but de ces deux variantes est de voir le rôle d'un groupe de soumis face à l'expérimentateur.
Deux pairs se rebellent
Dans cette variante, quatre personnes se présentent pour l'expérience, le sujet et trois complices de l'expérimentateur. Un tirage au sort truqué désigne le sujet comme un des trois moniteurs, le complice restant est comme toujours désigné comme l'élève. Un moniteur lit les mots, le second dit si la réponse de l'élève est juste, et le troisième (le sujet) doit manipuler les commandes pour envoyer les décharges électriques à l'élève si la réponse est fausse. Au cours de l'expérience, le moniteur 1 refuse de continuer lorsqu'à 150 V. l'élève se plaint et se met alors dans un coin de la pièce. L'expérimentateur demande alors au sujet d'assumer le rôle du premier moniteur. À 210 V, c'est au tour du second moniteur de se rebeller, le sujet se retrouve alors obligé d'assumer le rôle des deux moniteurs.
Un pair administre les chocs
Cette fois-ci, le sujet n'est plus dans le rôle de celui qui administre les décharges électriques, il lit les mots ou déclare si la réponse est bonne ou non. C'est une autre personne qui manipule les manettes commandant les décharges électriques.
|                          | Deux pairs se rebellent | Un pair administre les chocs |
| ------------------------ | ----------------------- | ---------------------------- |
| Nombre de sujets         | 40                      | 40                           |
| Choc maximal moyen       | 246,75 V                | 429,75 V                     |
| Pourcentage d'obéissance | 10 %                    | 92,5 %                       |

Le rôle du groupe est très important et peut être le déclencheur de la désobéissance à un ordre contraire à la morale du sujet, comme on le voit dans la variante où deux pairs se rebellent et où le taux d'obéissance est de seulement 10 %. Nombre de sujets ont abandonné à 210 V, lorsque le dernier moniteur complice a refusé d'obéir.
Le pouvoir du groupe est aussi très important dans l'autre sens, où le conformisme à l'attitude du groupe et le partage de la responsabilité occasionnent un taux d'obéissance bien plus important que le simple ordre de l'autorité. Ainsi, psychologiquement, le sujet ne se sent pas coupable des souffrances de l'élève, bien que son rôle soit primordial dans la chaîne aboutissant aux décharges électriques.

## Contrat social et personnalité du sujet
Deux variantes sont réalisées visant d'une part à déterminer si les engagements que l'autorité prend vis-à-vis de l'élève (le contrat social) et leur non-respect sont déterminants dans l'obéissance du sujet. Et d'autre part, à déterminer si les sujets obéissent pour des raisons sadiques plus que sur ordre de l'autorité.
Conditions préalables à la participation
Dans cette variante, lorsque l'élève signe une décharge où il renonce à poursuivre l'Université pour les problèmes pouvant survenir, il fait mention d'un problème au cœur et demande à l'expérimentateur qu'il soit libéré dès qu'il le demande. Et c'est seulement à cette condition que l'élève veut signer la décharge. Arrivé à 150 V, l'élève demande qu'on le libère, mais l'expérimentateur n'en tient pas compte et demande au sujet de continuer.
Le sujet choisit le niveau de choc
Ici, l'expérimentateur présente au sujet le fonctionnement du tableau de commande administrant les décharges et lui dit qu'il peut utiliser tous les niveaux présents à chaque mauvaise réponse. Il n'est en rien obligé d'augmenter graduellement les décharges électriques.
|                          | Conditions préalables à la participation | Le sujet choisit le niveau de choc |
| ------------------------ | ---------------------------------------- | ---------------------------------- |
| Nombre de sujets         | 40                                       | 40                                 |
| Choc maximal moyen       | 321 V                                    | 82,5 V                             |
| Pourcentage d'obéissance | 40 %                                     | 2,5 %                              |

La rupture du contrat passé par l'élève avec l'expérimentateur influe peu sur l'obéissance du sujet, même si certains ont très clairement fait mention de cela comme raison de leur désobéissance.
Lorsque le sujet est libre de choisir l'intensité de la décharge, il se limite aux faibles puissances. L'intensité moyenne est inférieure à 85 V, et sur 40 personnes une seule applique la dose maximale. Stanley Milgram en déduit que, dans les autres variantes, c'est l'obéissance qui explique les comportements et non des pulsions sadiques.

## Changement de statut
Toutes les variantes précédentes de l'expérience sont réalisées en vue de modifier l'environnement et le niveau d'importance des protagonistes, mais leur statut n'a pas été modifié. C'est le but des variantes suivantes.
L'élève demande à recevoir les chocs
Dans cette variante, les rôles seront inversés, c'est l'expérimentateur qui demande au sujet d'arrêter par souci de la santé de l'élève, mais ce dernier, malgré les cris qu'il pousse à chaque décharge, affirme qu'il veut continuer. Arguant qu'un de ses amis a participé à l'expérience et qu'il a tenu jusqu'au bout et que s'il n'y arrivait pas, il serait blessé dans son amour-propre.
Un individu ordinaire donne les ordres
Jusque-là, c'est l'autorité qui donnait les ordres, mais dans cette variante, le rôle de l'autorité est passé à un individu ordinaire, du même statut que le sujet. Le mode opératoire est le suivant : trois personnes se présentent pour l'expérience dont deux sont complices. Le tirage au sort truqué désigne un complice comme élève et le second a pour objectif de chronométrer les réponses, le sujet quant à lui doit administrer les décharges électriques. L'expérimentateur ne fournit aucune instruction sur le niveau des décharges à administrer et au cours de l'expérience, il reçoit un appel téléphonique et doit s'absenter, mais il annonce que l'expérience doit continuer. Quelque temps plus tard, le moniteur complice annonce qu'il a une idée : pourquoi ne pas augmenter le niveau des décharges électriques à chaque mauvaise réponse ?
Le sujet est spectateur
Cette variante est identique à celle où un individu ordinaire donne les ordres jusqu'à une éventuelle protestation du sujet qui refuse d'administrer les décharges. À partir de là, le moniteur complice annonce qu'il administre lui-même les chocs électriques et que le sujet chronomètre.
L'autorité dans le rôle de la victime
Dans cette variante, deux personnes se présentent, mais ils devaient être trois. À la suite de la défection d'un élève qui ne s'est pas présenté, l'expérimentateur annonce qu'il prend la place de l'élève, le moniteur complice et le sujet prennent les mêmes rôles que dans la variante où un individu ordinaire donne les ordres. Arrivé à 150 V, l'expérimentateur demande à arrêter car il souffre, mais le moniteur complice pousse le sujet à continuer.
|                          | L'élève demande à recevoir les chocs | Un individu ordinaire donne les ordres | Le sujet est spectateur | L'autorité dans le rôle de la victime |
| ------------------------ | ------------------------------------ | -------------------------------------- | ----------------------- | ------------------------------------- |
| Nombre de sujets         | 20                                   | 20                                     | 16                      | 20                                    |
| Choc maximal moyen       | 150 V                                | 243,75 V                               | 373,5 V                 | 150 V                                 |
| Pourcentage d'obéissance | 0 %                                  | 20 %                                   | 68,75 %                 | 0 %                                   |

Lorsque l'élève demande à recevoir les chocs, aucun sujet n'obéit à l'élève et ils arrêtent tous dès que l'expérimentateur le demande. En raison des problèmes de crédibilité et du fait qu'il y a eu un trop grand bouleversement de la situation, il est difficile selon Milgram d'en tirer des conclusions.
Dans la variante où c'est une personne du même statut qui donne les ordres, le taux d'obéissance subit une nette chute. Bien que cet individu ait voulu reprendre le rôle de l'autorité, il ne l'a pas aux yeux de certains sujets.
Lorsque le sujet est spectateur, le taux d'obéissance retrouve un niveau élevé. Cela confirme les résultats de la variante où le sujet ne participe pas directement à l'administration des décharges électriques (un pair administre les chocs). Ainsi, psychologiquement, il se sent moins responsable des souffrances de l'élève.
Assise sur le siège de l'élève, l'autorité est placée dans une situation d'infériorité, mais elle garde tout de même aux yeux du sujet le contrôle total de l'expérience, ils arrêtent tous à sa demande. Certains sujets ont même été violents dans leur refus d'obéissance au moniteur complice, le faisant littéralement décoller du sol et menaçant de le frapper s'il persistait à vouloir faire souffrir l'expérimentateur.

## Trouble au sein de l'autorité
Dans les précédentes variantes, les ordres fournis par l'autorité sont clairs et non ambigus. Le sujet n'a donc pas de difficulté à savoir ce que l'autorité attend de lui. Ces deux variantes sont justement destinées à déterminer dans quelles conditions, lorsque l'autorité est fragmentée entre deux personnes qui ne sont pas d'accord, le sujet va atteindre son point de rupture avec l'obéissance pour suivre sa conscience.
Deux autorités, ordres contradictoires
Deux autorités, une dans le rôle de la victime
|                          | Deux autorités ordres contradictoires | Deux autorités une dans le rôle de la victime |
| ------------------------ | ------------------------------------- | --------------------------------------------- |
| Nombre de sujets         | 20                                    | 20                                            |
| Choc maximal moyen       | 150 V                                 | 352,5 V                                       |
| Pourcentage d'obéissance | 0 %                                   | 65 %                                          |

Lorsque l'autorité donne des ordres contradictoires, le taux d'obéissance chute de manière très nette pour être nul. Avant de décider quoi faire, le sujet essaye généralement de déterminer quelle est l'autorité la plus légitime, mais ne pouvant la trouver, le sujet suit les ordres qui sont les plus conformes à sa conscience.